# Provincia Guanacaste
Guanacaste  este o provincie din Costa Rica. Acesta este situată în partea nord-vestică a țării, de-a lungul coastei Oceanului Pacific. Se mărginește cu Nicaragua la nord, cu provincia Alajuela la est și cu Puntarenas la sud-est. Este provincia cea mai slab populată dintre toate provinciile Costa Ricăi având o densitate de 35 de locuitori pe Km². 
Provincia are o suprafață de 10.141 Km² și, în 2010, avea o populație de 354.154 locuitori. Guanacaste este compusă din 11 cantoane.
Capitala provinciei Guanacaste este orașul Liberia. Alte orașe importante: Cañas și Nicoya.

## Etimologie
Numele provinciei este dat de copacul guanacaste, care este arborele național al Costa Ricăi. 

## Istoria
Înainte de sosirea spaniolilor, acest teritoriu a fost locuit de indienii Chorotega din orașele Zapati, Nacaome, Paro, Cangel, Nicopasaya, Pocosí, Diria, Papagayo, Namiapí și Orosi. Indienii Corobicies trăiau pe malul estic al Golfului Nicoya și indienii Nahuas sau Aztecan în zona Bagaces.
Prima biserică a fost construită în Nicoya în secolul al XVII-lea.
În 1824-25 teritoriul Guanacaste a fost anexat la Costa Rica/ În 1836 orașul Guanacaste a fost declarat capitala provinciei. În 1854 orașul Guanacaste a fost redenumit Liberia.